# Bechhofen (Franken)
Bechhofen település Németországban, azon belül Bajorországban. Lakosainak száma 6275 fő (2023. december 31.).

## Népesség
A település népessége az elmúlt években az alábbi módon változott:
| Lakosok száma | 731  | 2014 | 5349 | 5384 | 5880 | 5848 | 5897 | 5964 | 6038 | 6275 |
|               | 1875 | 1950 | 1975 | 1987 | 2012 | 2014 | 2016 | 2017 | 2021 | 2023 |